# ۹۲۱ (قمری)
۹۲۱ (قمری)، نهصد و بیست و یکمین سال در گاهشماری هجری قمری است. اول محرم این سال برابر با بیست و پنجم فوریه سال ۱۵۱۵ میلادی است.

## رویدادها
- نوشته شدن یک کشاورزی‌نامه فارسی به نام ارشاد الزراعه